# Gayabachi (Khodjaly)
Gayabachi est un village de la région de Khodjaly en Azerbaïdjan.

## Population
Elle compte 216 habitants en 2005.